# Ottonville
Ottonville est une commune française située dans le département de la Moselle et le bassin de vie de la Moselle-Est, en région Grand Est.

## Géographie

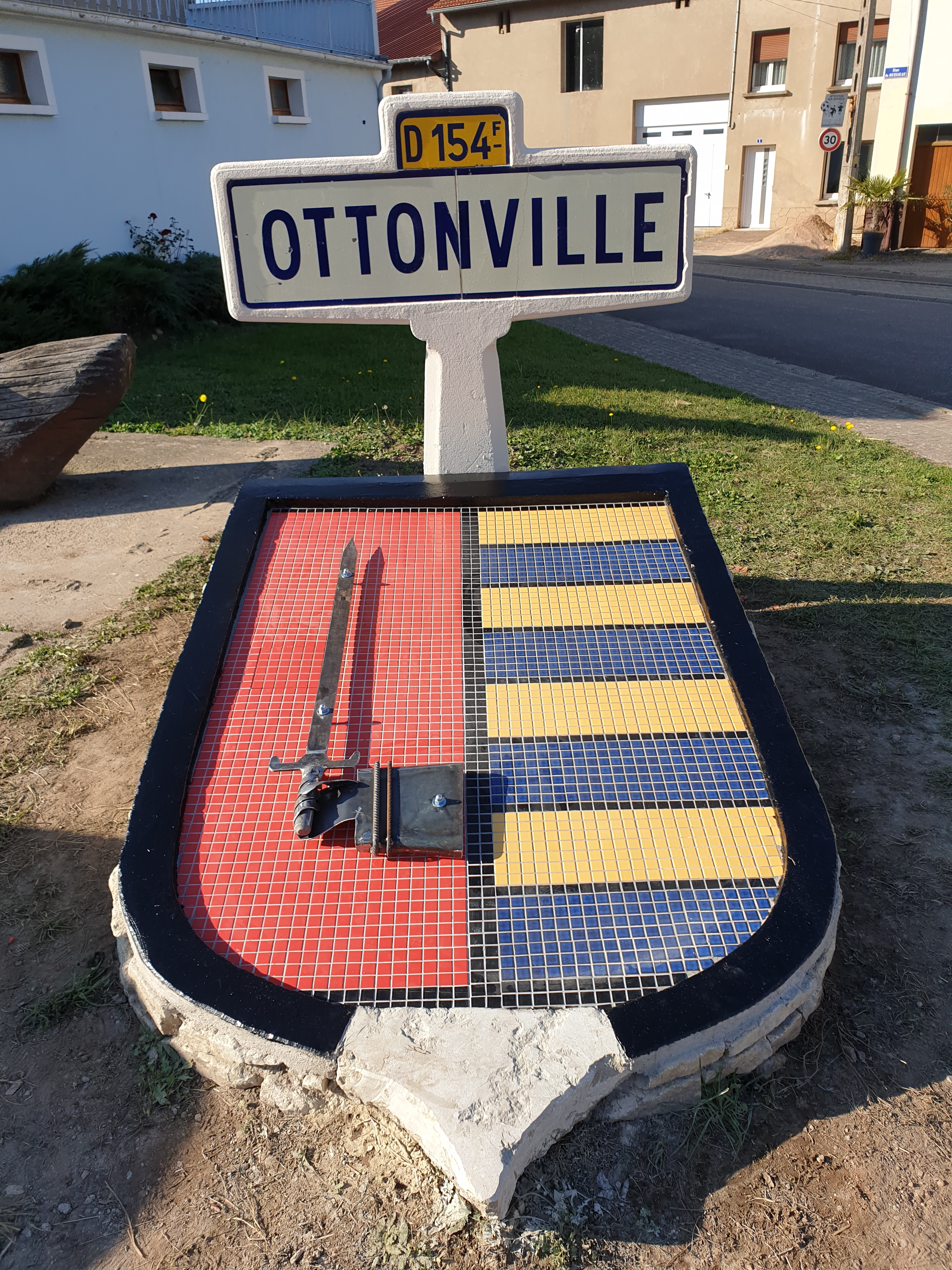
Blason avec le panneau Michelin.

Située au cœur du pays de la Nied, à 5 km de Boulay-Moselle, dans une petite cuvette entre les collines dites du Bovenberg et de la Knalhütte, la commune d’Ottonville est en réalité constituée de deux villages : Ottonville et Ricrange. Son altitude moyenne est de 220 mètres environ.

### Communes limitrophes
| Bettange            | Valmunster, Velving | Téterchen |
| Éblange Roupeldange | Ottonville          |           |
| Boulay-Moselle      | Denting             | Coume     |

### Hydrographie
La commune est située dans le bassin versant du Rhin au sein du bassin Rhin-Meuse. Elle est drainée par le ruisseau d'Ottonville.

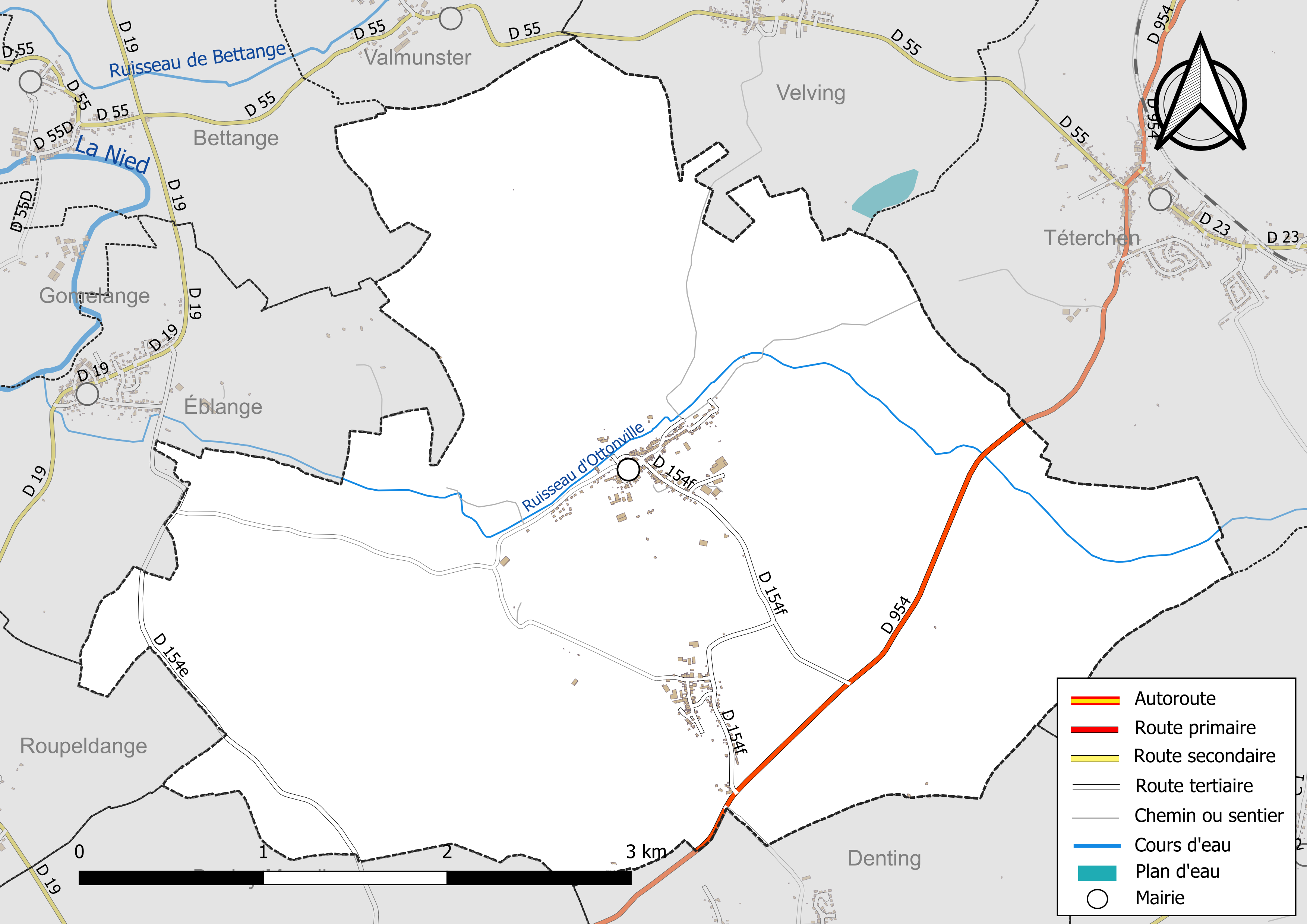
Réseaux hydrographique et routier d'Ottonville.

### Climat
Pour des articles plus généraux, voir Climat du Grand Est et Climat de la Moselle.
En 2010, le climat de la commune est de type climat des marges montargnardes, selon une étude du Centre national de la recherche scientifique s'appuyant sur une série de données couvrant la période 1971-2000. En 2020, Météo-France publie une typologie des climats de la France métropolitaine dans laquelle la commune est exposée à un climat semi-continental et est dans la région climatique  Lorraine, plateau de Langres, Morvan, caractérisée par un hiver rude (1,5 °C), des vents modérés et des brouillards fréquents en automne et hiver. 
Pour la période 1971-2000, la température annuelle moyenne est de 9,7 °C, avec une amplitude thermique annuelle de 16,6 °C. Le cumul annuel moyen de précipitations est de 770 mm, avec 11,8 jours de précipitations en janvier et 9,2 jours en juillet. Pour la période 1991-2020, la température moyenne annuelle observée sur la station météorologique de Météo-France la plus proche, « Seingbouse », sur la commune de Seingbouse à 25 km à vol d'oiseau, est de 10,5 °C et le cumul annuel moyen de précipitations est de 731,4 mm. 
La température maximale relevée sur cette station est de 37,9 °C, atteinte le 25 juillet 2019 ; la température minimale est de −17 °C, atteinte le 20 décembre 2009,,. 
Les paramètres climatiques de la commune ont été estimés pour le milieu du siècle (2041-2070) selon différents scénarios d'émission de gaz à effet de serre à partir des nouvelles projections climatiques de référence DRIAS-2020. Ils sont consultables sur un site dédié publié par Météo-France en novembre 2022.

## Urbanisme

### Typologie
Au 1er janvier 2024, Ottonville est catégorisée commune rurale à habitat dispersé, selon la nouvelle grille communale de densité à sept niveaux définie par l'Insee en 2022.
Elle est située hors unité urbaine. Par ailleurs la commune fait partie de l'aire d'attraction de Metz, dont elle est une commune de la couronne,. Cette aire, qui regroupe 245 communes, est catégorisée dans les aires de 200 000 à moins de 700 000 habitants,.

### Occupation des sols
L'occupation des sols de la commune, telle qu'elle ressort de la base de données européenne d’occupation biophysique des sols Corine Land Cover (CLC), est marquée par l'importance des territoires agricoles (74,4 % en 2018), en diminution par rapport à 1990 (76,2 %). La répartition détaillée en 2018 est la suivante : 
terres arables (48,9 %), prairies (25,5 %), forêts (21,2 %), zones urbanisées (3,4 %), milieux à végétation arbustive et/ou herbacée (0,7 %), zones humides intérieures (0,2 %). L'évolution de l’occupation des sols de la commune et de ses infrastructures peut être observée sur les différentes représentations cartographiques du territoire : la carte de Cassini (XVIIIe siècle), la carte d'état-major (1820-1866) et les cartes ou photos aériennes de l'IGN pour la période actuelle (1950 à aujourd'hui).

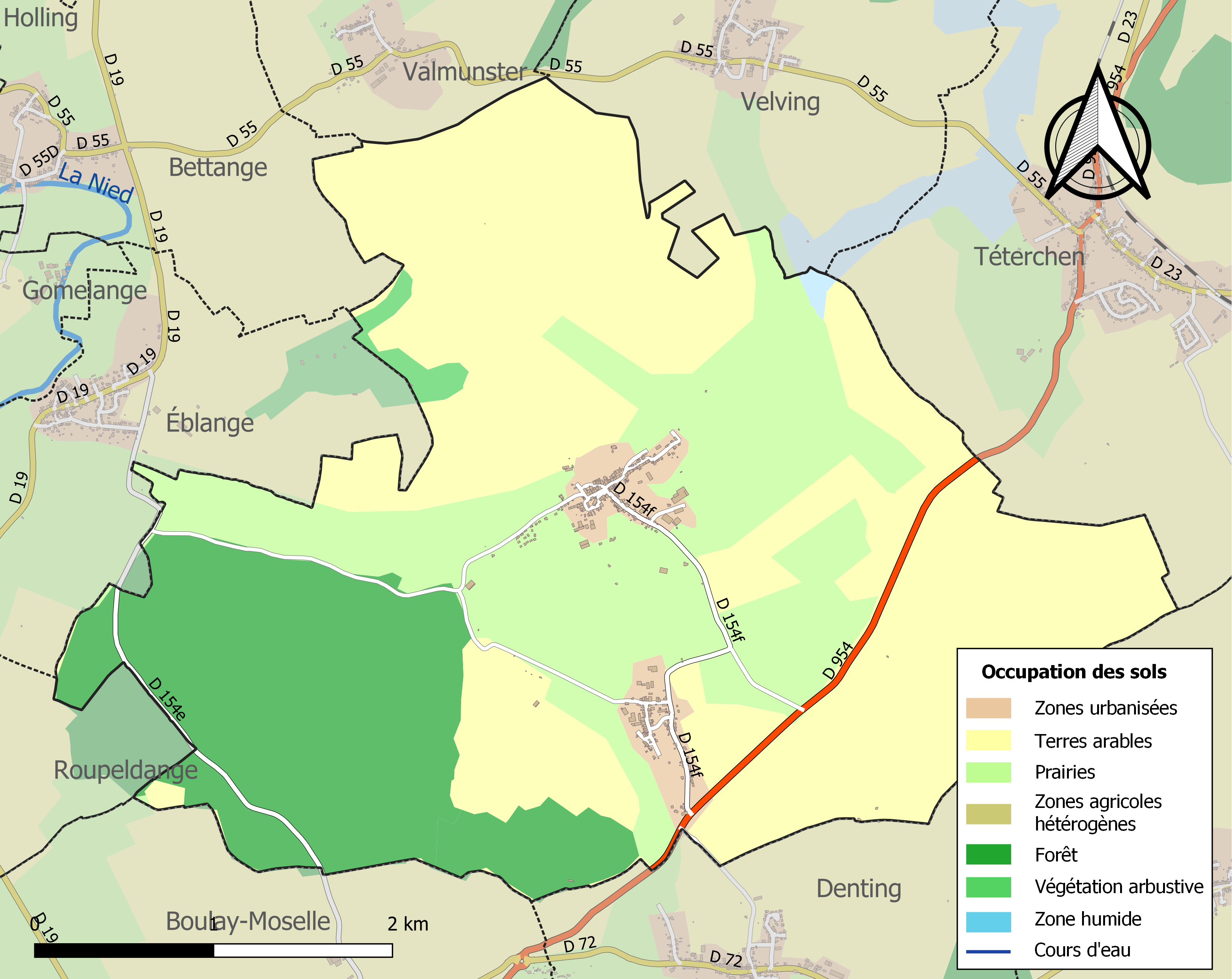
Carte des infrastructures et de l'occupation des sols de la commune en 2018 (CLC).

## Toponymie

### Ottonville
- Octonvilla (1128), Ottonvilla (1137), Ottendorff autrement Othonville (1333), Ottendorff (1485 et 1544), Ottendorf alias Ottonville (1594), Otterdoff (1681)[13], Hottonville (carte Cassini), Ottonville (1793)[14], Ottendorf (1871-1918).
- En allemand : Ottendorff[13]. En francique lorrain : Ottendroff.
- Sobriquets sur les habitants : Ottendrower Schalbes, Otendrower Moaken[15].

### Ricrange
- Rickringen (1606), Ricringen (1635), Rickrange (1694), Richrange (1756)[13], Rierange (1793)[14], Richringen/Rickringen[16].
- En francique lorrain : Réikring.

## Histoire
- Village du pays messin (Haut-Chemin puis Saulnoy) et vieux domaine de la principauté épiscopale de Metz dont la justice était confiée au duc de Lorraine. Avant 1790, Ottonville et Ricrange formaient déjà une seule et même communauté[13].
- Possession du princier de la cathédrale.
- Cruellement dévastée au cours de la guerre de Trente Ans.

## Politique et administration
| Période                                  | Période   | Identité       | Étiquette | Qualité |
| ---------------------------------------- | --------- | -------------- | --------- | ------- |
| mars 1983                                | mars 1995 | Clément Tritz  |           | Maire   |
| mars 1995                                | mars 2001 | Paulette Weber |           | Maire   |
| mars 2001                                | mars 2008 | Gabriel Becker |           | Maire   |
| mars 2008                                | En cours  | Gérard Simon   |           | Maire   |
| Les données manquantes sont à compléter. |           |                |           |         |

## Démographie
L'évolution du nombre d'habitants est connue à travers les recensements de la population effectués dans la commune depuis 1793. Pour les communes de moins de 10 000 habitants, une enquête de recensement portant sur toute la population est réalisée tous les cinq ans, les populations de référence des années intermédiaires étant quant à elles estimées par interpolation ou extrapolation. Pour la commune, le premier recensement exhaustif entrant dans le cadre du nouveau dispositif a été réalisé en 2007.

En 2022, la commune comptait 455 habitants, en évolution de +4,12 % par rapport à 2016 (Moselle : +0,52 %, France hors Mayotte : +2,11 %).
| 1793 | 1800 | 1806 | 1821 | 1836 | 1841 | 1861 | 1866 | 1871 |
| ---- | ---- | ---- | ---- | ---- | ---- | ---- | ---- | ---- |
| 643  | 680  | 718  | 694  | 766  | 747  | 704  | 676  | 617  |

| 1875 | 1880 | 1885 | 1890 | 1895 | 1900 | 1905 | 1910 | 1921 |
| ---- | ---- | ---- | ---- | ---- | ---- | ---- | ---- | ---- |
| 617  | 594  | 559  | 536  | 485  | 553  | 479  | 455  | 437  |

| 1926 | 1931 | 1936 | 1946 | 1954 | 1962 | 1968 | 1975 | 1982 |
| ---- | ---- | ---- | ---- | ---- | ---- | ---- | ---- | ---- |
| 428  | 420  | 406  | 359  | 337  | 351  | 352  | 332  | 364  |

| 1990 | 1999 | 2006 | 2007 | 2012 | 2017 | 2022 | - | - |
| ---- | ---- | ---- | ---- | ---- | ---- | ---- | - | - |
| 339  | 384  | 395  | 396  | 425  | 445  | 455  | - | - |

## Culture locale et patrimoine

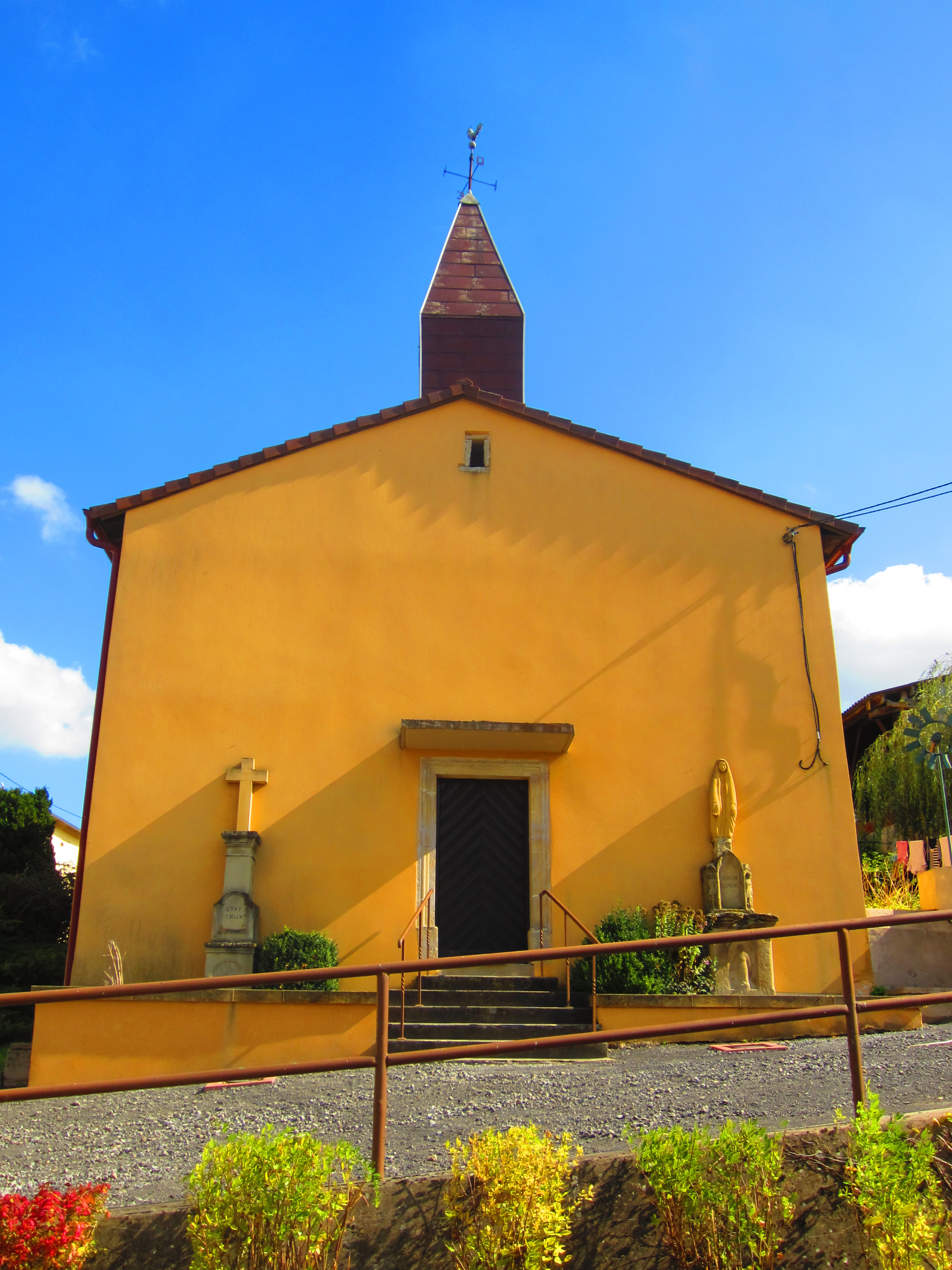
Chapelle de l'Immaculée-Conception à Ricrange.

### Lieux et monuments
- Vestiges gallo-romains au lieu-dit Grafloch.

### Édifices religieux
- Église Saint-Paul, datant de 1845, a dû subir à plusieurs reprises la destruction de son clocher : en 1944 par un tir américain lors de la Libération, et en 1973 lorsqu'il fut frappé par la foudre. À partir de septembre 2007, des travaux de restauration ont été entrepris sur ce clocher à la suite de la restauration de l’intérieur de l’église réalisée en 1995.
- Chapelle à Ricrange.

### Ouvrages militaires
La ligne Maginot, qui passe dans le village et dont on peut encore observer plusieurs ouvrages :
- l'ouvrage du Bovenberg, situé sur la colline du même nom ;
- l'ouvrage de Denting ;
- l'ouvrage de Coume ;
- de nombreux blockhaus plus petits sont encore présents un peu partout dans la campagne.

### Personnalités liées à la commune
- Gérard Losson (1932-2001), juriste européen dont l'école élémentaire porte le nom.

### Héraldique
| Blason de Ottonville | Blason  | Parti de gueules au dextrochère de carnation, vêtu d'azur, tenant une épée d'argent, garnie d'or ; et fascé d'or et d'azur de huit pièces. |
| Blason de Ottonville | Détails | Le statut officiel du blason reste à déterminer.                                                                                           |